# Maria Tanaura
Maria Tanaura (ur. 1577 w Nagasaki w Japonii; zm. 10 września 1622 na wzgórzu Nishizaka w Nagasaki) – błogosławiona Kościoła katolickiego, japońska męczennica, ofiara prześladowań antykatolickich w Japonii.

## Życiorys
Maria Tanaura należała do Bractwa Różańcowego.
W Japonii w okresie Edo doszło do prześladowań chrześcijan. Maria Tanaura została stracona 10 września 1622 na wzgórzu Nishizaka w Nagasaki za to, że nie doniosła władzom o misjonarzach ukrywających się w domu Kosmy Takeya Sozaburō znajdującym się na ulicy, na której mieszkała Tego samego dnia w Nagasaki stracono wielu innych chrześcijan.
Została beatyfikowana w grupie 205 męczenników japońskich przez Piusa IX w dniu 7 lipca 1867 (dokument datowany jest 7 maja 1867)
Dniem jej wspomnienia jest 10 września (w grupie 205 męczenników japońskich).